# Boston Society of Film Critics Awards 1987
La 8ª edizione dei Boston Society of Film Critics Awards si è svolta il 10 gennaio 1988, per onorare l'eccellenza nell'industra del cinema per l'anno 1987.

## Premi

### Miglior film
- Anni '40 (Hope and Glory), regia di John Boorman

### Miglior attore
- Albert Brooks - Dentro la notizia - Broadcast News (Broadcast News)

### Migliore attrice
- Holly Hunter - Dentro la notizia - Broadcast News (Broadcast News)

### Miglior attore non protagonista
- R. Lee Ermey - Full Metal Jacket

### Migliore attrice non protagonista
- Kathy Baker - Street Smart - Per le strade di New York (Street Smart)

### Miglior regista
- Stanley Kubrick - Full Metal Jacket

### Migliore sceneggiatura
- James L. Brooks - Dentro la notizia - Broadcast News (Broadcast News)

### Miglior fotografia
- Vittorio Storaro - L'ultimo imperatore (The Last Emperor)

### Miglior documentario
- Marlene, regia di Maximilian Schell

### Miglior film in lingua straniera
- La mia vita a quattro zampe (Mitt liv som hund), regia di Lasse Hallström  ·   Svezia